# Фурло (Пезаро и Урбино)
Фурло је насеље у Италији у округу Пезаро и Урбино, региону Марке.
Према процени из 2011. у насељу је живело 131 становника. Насеље се налази на надморској висини од 211 м.